# NGC 5159
NGC 5159 é uma galáxia espiral (Scd) localizada na direcção da constelação de Virgo. Possui uma declinação de +02° 59' 01" e uma ascensão recta de 13 horas, 28 minutos e 16,1 segundos.
A galáxia NGC 5159 foi descoberta em 30 de Abril de 1864 por Albert Marth.